# D49 (hunebed)
Hunebed D49, ook bekend als de Papeloze kerk, is een ganggraf in het natuurgebied Sleenerzand tussen Schoonoord en Noord-Sleen. Het hunebed is gebouwd tijdens de trechterbekercultuur.

## Naamgeving
De naam Papeloze kerk zou verwijzen naar het feit dat hier tijdens de Reformatie in de tweede helft van de 16e eeuw, toen openlijke protestantse geloofsuitoefening niet was toegestaan, zogeheten hagenpreken werden gehouden. Papeloos wil zeggen: zonder dat er een katholiek priester (een "paap") bij aanwezig was. Menso Alting predikte er de nieuwe leer.
Volgens het volksgeloof woonde er een geest of zelfs duivel in het hunebed. Katholieken zouden door dit bijgeloof niet snel in de nabijheid van het hunebed komen, waardoor het een geschikte plek voor een protestantse samenkomst was. De omgeving was goed te overzien, ongenode gasten konden tijdig gesignaleerd worden.
De naam Papeloze kerk werd pas halverwege de 19e eeuw bedacht. Het hunebed is omgeven door bos dat uit de 20e eeuw dateert. Daarvoor lag het in het open Ellertsveld.

## Geschiedenis
Een sage koppelt het monument aan dwaallichten die de plek van een schat aanwijzen. Ook zouden Spaanse soldaten in het moeras verdronken zijn toen ze dwaallichten volgden om de hagenpreek te verstoren.
Het hunebed wordt door Nicolaas Westendorp vermeld in 1815.

## Restauratie

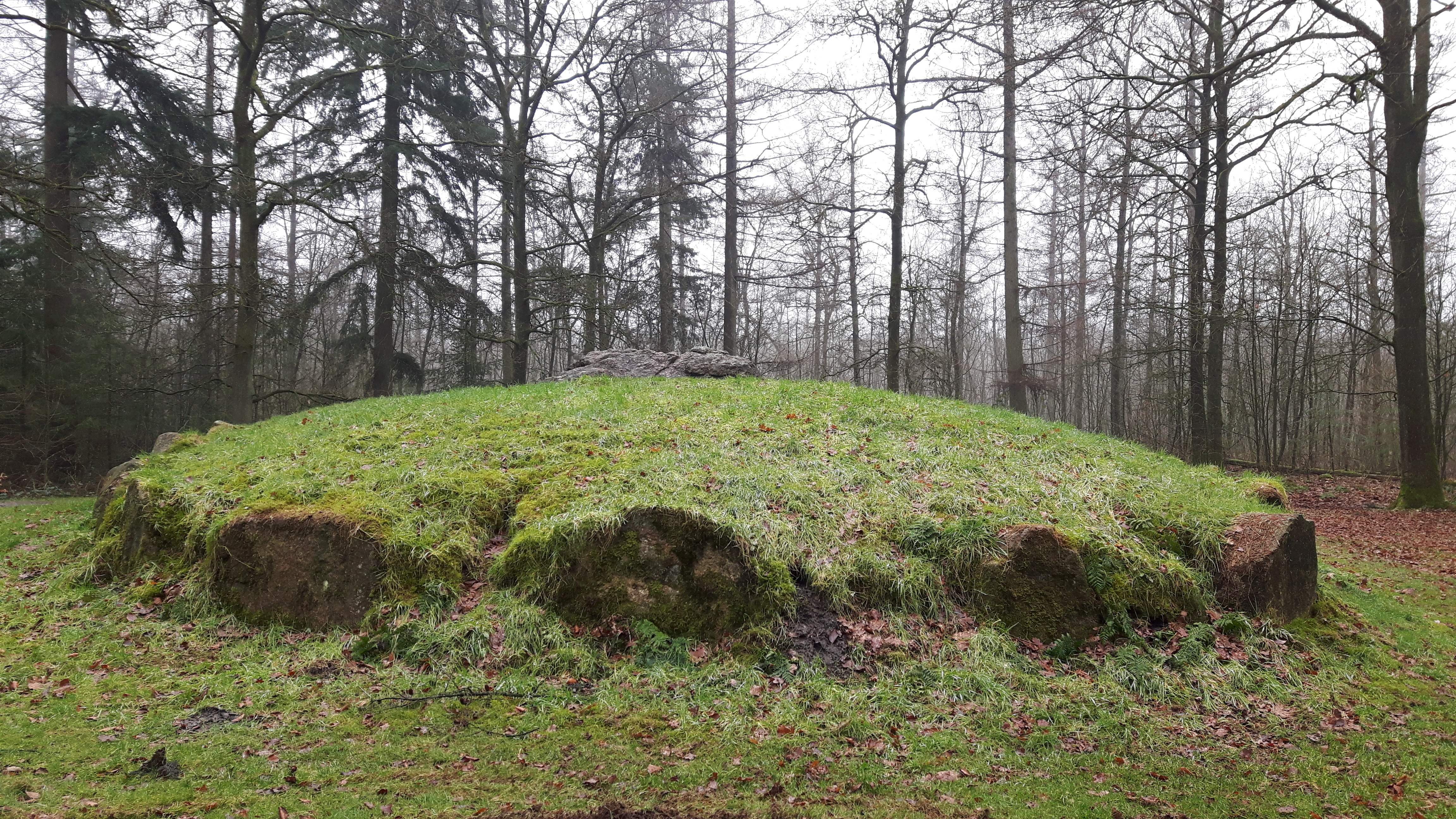
De dekheuvel en kransstenen

Het hunebed is in de jaren 1958 en 1959 onder leiding van de archeoloog Albert van Giffen gereconstrueerd naar de toenmalige inzichten. Voor dit hunebed werd gekozen omdat het in zeer slechte staat verkeerde. Hij had het hunebed al eerder onderzocht in 1938 en beschrijft het: "Het hunebed verkeert in een zeer gehavenden staat; de oorspronkelijke toestand is bij benadering nog wel herkenbaar".
Er waren nog maar twee dekstenen aanwezig, ze waren in de grafkelder gegleden. Ook ontbraken enkele draagstenen, de poortstenen en veel van de kransstenen. Een groot gedeelte van de dekheuvel was nog wel aanwezig; de overblijfselen van het hunebed lagen in een kuil.
Om het te kunnen restaureren werd een hunebed op het Valtherveld (D33) gesloopt. Ook werden stenen vanuit andere plaatsen gebruikt bij de restauratie. 
De dekheuvel is gedeeltelijk hersteld, om bezoekers te kunnen laten zien hoe het monument is opgebouwd. Rond de voet van de heuvel zijn 28 kransstenen geplaatst. De ruimte tussen de draagstenen is opgevuld met stopstenen. De vloer bestaat uit veldstenen waarop granietgruis is geplaatst.
In 1959 was de restauratie klaar. Er was een hekwerk geplaatst in de grafkelder en daarachter konden bezoekers replica's van aardewerk bekijken. Tot ongeveer 1980 moesten bezoekers entreegeld betalen. Het hunebed is 12,1 meter lang en 4,7 meter breed.

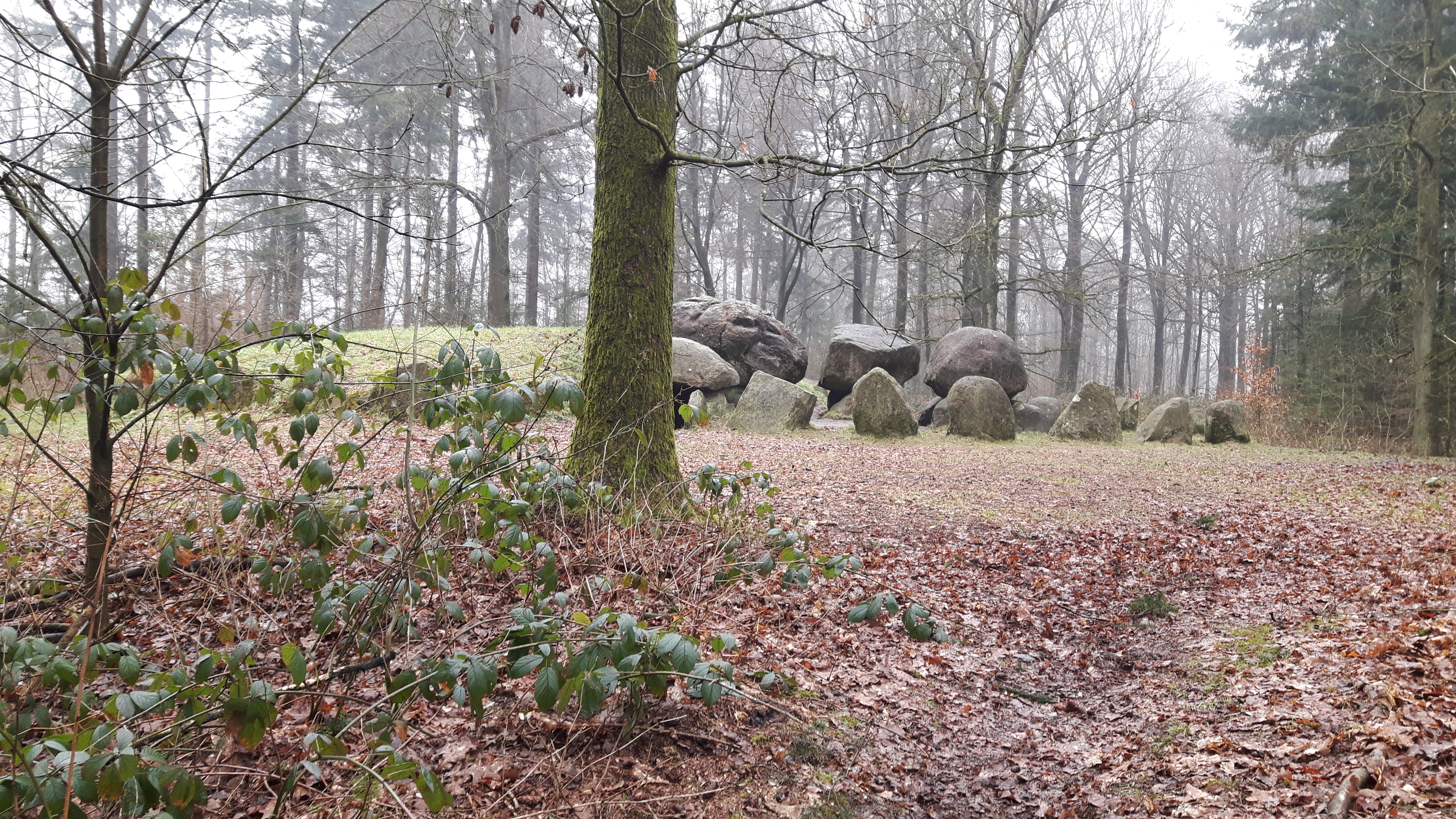
D49 is gedeeltelijk overdekt door een dekheuvel
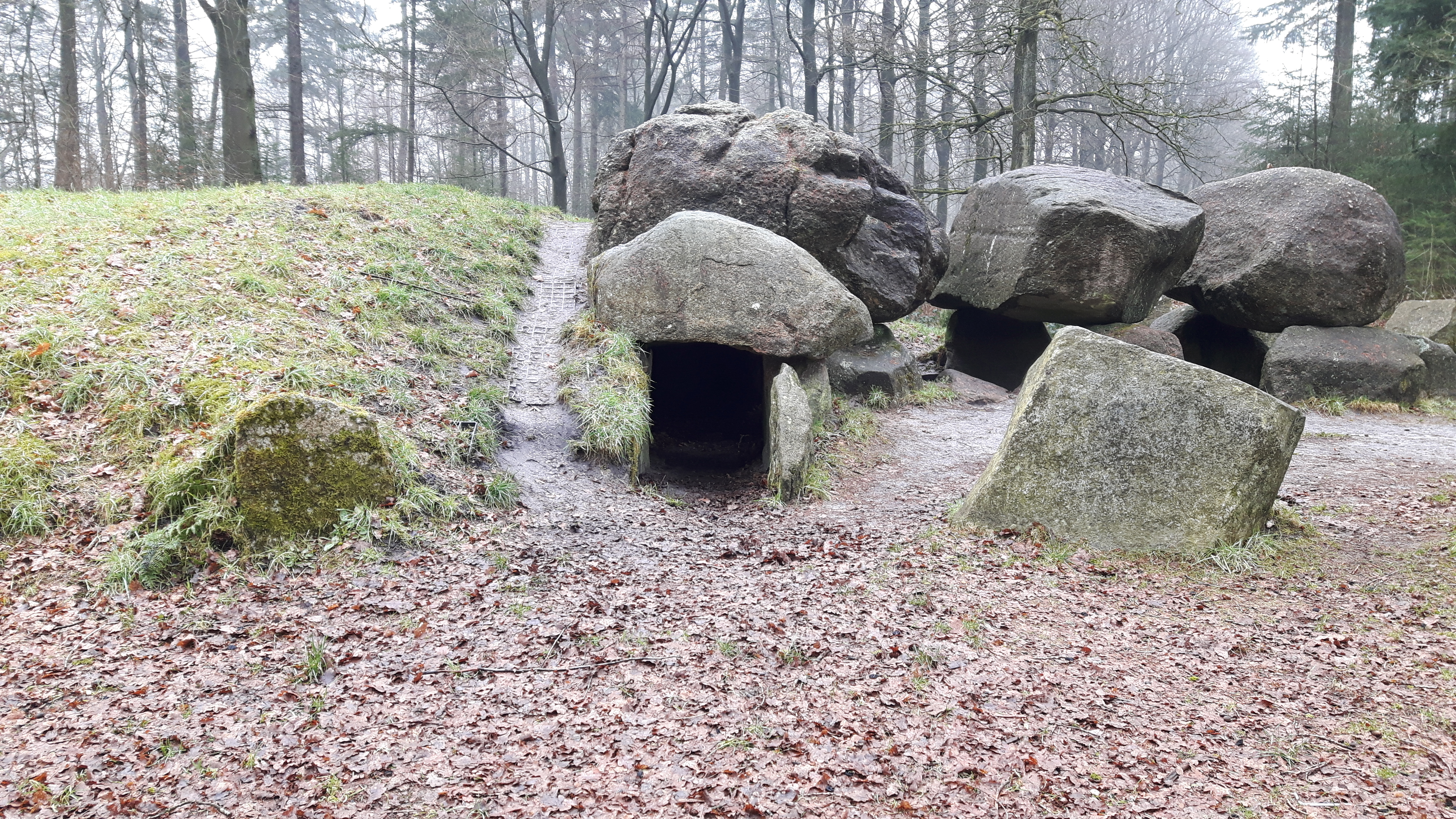
Links van de ingang is de dekheuvel opgeworpen, rechts zijn de hunebedstenen te zien
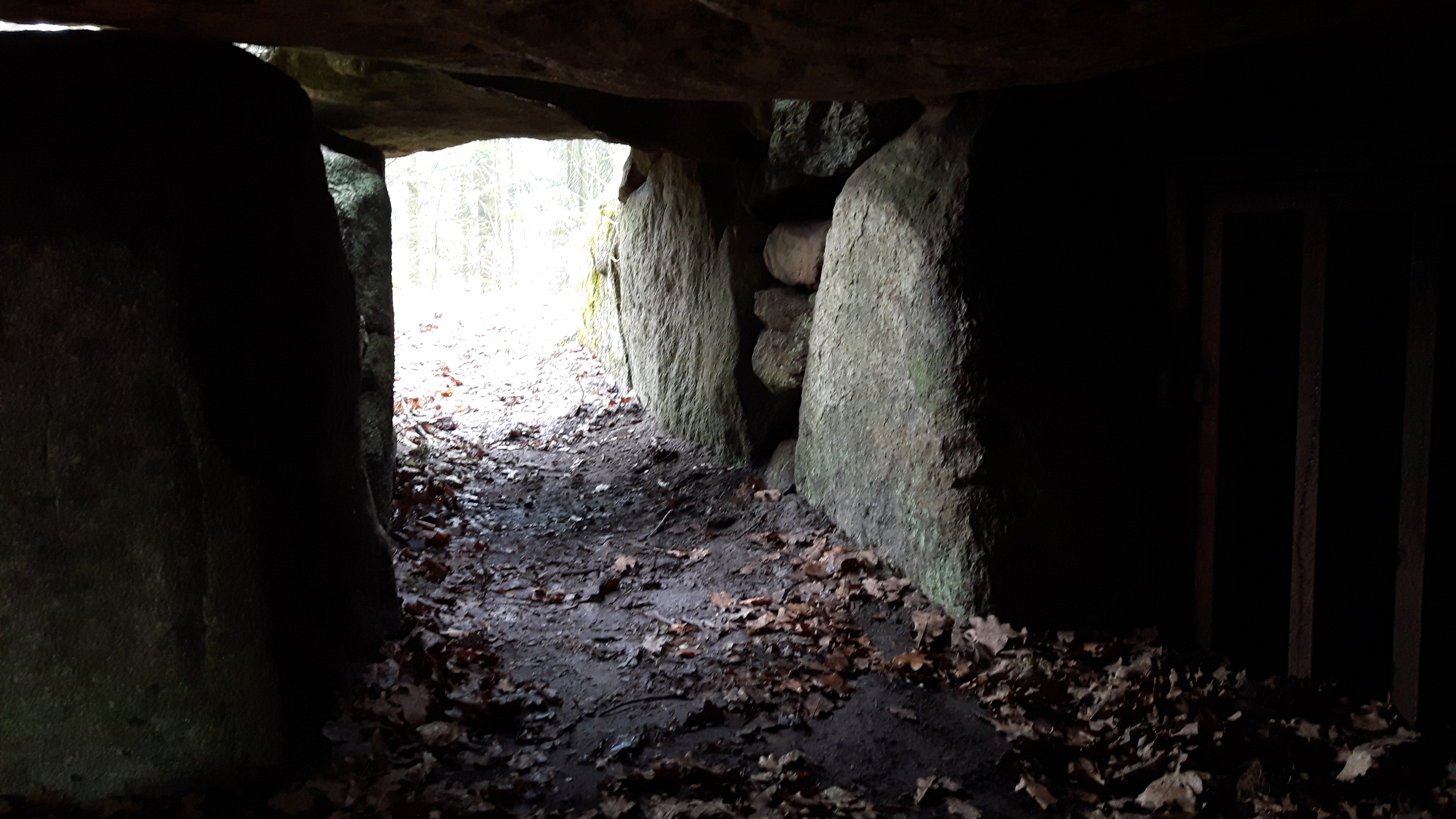
Er is een hekwerk geplaatst in de grafkelder, hierachter stonden voorheen replica's van aardewerk